# 松永隼
松永 隼（まつながはやと、1989年5月30日 - ）は日本の俳優である。福岡県出身。
サンミュージックブレーン所属。
身長167cm、体重52kg。血液型AB型、ふたご座。

## 人物
趣味はドライブ、特技はスノーボード。
好きな色は青。
1999年、舞台・松平健特別公演でデビュー。

## 出演

### テレビドラマ
- 大好き!五つ子（2003年、TBS）
- 福岡発地域ドラマ・玄海〜私の海へ〜（2003年11月21日、NHK） - 沖田玄（少年時代）役
- スカイハイ2（2004年1月16日 - 3月19日、テレビ朝日） - 時田幸生（少年時代）役
- 寝台特急はやぶさ1/60秒の壁（2004年12月6日、TBS）- 染谷哲郎 役
- 月曜ミステリー劇場 弁護士二重丸承子・赤い不在証明（2005年11月14日、TBS） - 福田亮（少年時代）役
- ガチバカ（2006年1月19日 - 3月23日、TBS）
- 水曜ミステリー9 神楽坂署生活安全課2・花街欲望の殺意（2006年6月14日、テレビ東京） ‐ 小森慎吾
- 特命係長 只野仁sp（2006年9月23日、テレビ朝日）
- プロポーズ大作戦（2007年4月 - 6月、フジテレビ）
- 月曜ゴールデン ベビーシッターの危険な好奇心（2007年11月12日、TBS） - 南条保男役
- ごくせん 第3シリーズ 第3話（2008年4月、日本テレビ）
- 金曜プレステージ 事件記者〜警視庁記者クラブ〜（2008年9月12日、フジテレビ） - 久住俊介（青年時代）役
- ハンチョウ〜神南署安積班〜 シリーズ3 第7話（2010年8月16日、TBS） - 加瀬亮介役
- Q10 第3話（2010年10月30日、日本テレビ） - 河合恵美子の兄役
- 妖怪人間ベム 第2話（2011年10月29日、日本テレビ） - 新井昌樹役
- 車イスで僕は空を飛ぶ（2012年8月25日、日本テレビ） - チンピラ役

### 映画
- 旋風の用心棒（2003年）
- 誰かが私にキスをした（2010年）
- ヒーローショー（2010年） - ノボル / ギガレッド役
- 僕たちは世界を変えることができない。（2011年） - 中野役

### 舞台
- 劇団四季「ライオンキング」（2001年 - 2003年） - ヤングシンバ役